# Frauendorf
Frauendorf est une commune allemande de l'arrondissement de Haute-Forêt-de-Spree-Lusace, Land de Brandebourg.

## Géographie
Frauendorf se situe à l'extrême nord-ouest de la Haute-Lusace, à l'ouest du Pulsnitz, qui représente la frontière avec le Schraden. À l'est de Frauendorf se trouve un paysage d'étangs composé des Elseteich, Theresienteich et Louisenteich.
|          | Lauchhammer |         |
| Tettau   | Frauendorf  | Ruhland |
| Lindenau | Ortrand     | Kroppen |

## Histoire
Frauendorf est mentionné pour la première fois en 1366. Le village est probablement une fondation de la principauté épiscopale de Naumbourg-Zeitz.
Frauendorf est située sur une ancienne route commerciale de la Bohême à la mer Baltique. Le péage du pont devait être payé à aujourd'hui Bärhäusern.
Le 19 mai 1974, les villages voisins Tettau et Lindenau sont incorporés à Frauendorf. Lindenau se sépare le 6 mai 1990 de Tettau et devient une municipalité indépendante. Le 6 décembre 1993 a lieu la séparation de Frauendorf.

## Source, notes et références
- (de) Cet article est partiellement ou en totalité issu de l’article de Wikipédia en allemand intitulé « Frauendorf (Amt Ortrand) » (voir la liste des auteurs).